# Patrick Holt Leslie
Patrick Holt Leslie (* 1900 bei Edinburgh; † 1972) war ein schottischer Naturwissenschaftler, der vor allem durch das von ihm aufgestellte Leslie-Modell zur Beschreibung des Bevölkerungswachstums bekannt wurde.

## Leben
Leslie wurde im Jahr 1900 bei Edinburgh in Schottland geboren und studierte am Christ Church College der University of Oxford, wo er 1921 seinen Bachelor-Abschluss in Physiologie machte. Nachdem er einige Jahre als Assistent für Bakteriologie im Fachbereich Pathologie gearbeitet hatte, wandte er sich der Statistik zu und arbeitete ab 1935 am Bureau of Animal Population von Charles Sutherland Elton. Im Jahr 1945 publizierte Leslie einen Aufsatz in Biometrika, in dem er ein Modell beschrieb, welches das Wachstum der Anzahl von Weibchen in einer Tierpopulation berechnete.